# Лемешово
Лемешово — деревня в городском округе Подольск Московской области России. До 2015 года входила в состав сельского поселения Дубровицкое Подольского района; до середины 2000-х — в Дубровицкий сельский округ.

## География
Расположена на правом берегу реки Пахры примерно в 5 км к западу от центра Подольска вблизи городской черты. В деревне четыре улицы. Ближайшие сельские населённые пункты — деревни Докукино, Жарково и Кутьино.

## Население
| Динамика численности населения | Динамика численности населения | Динамика численности населения | Динамика численности населения | Динамика численности населения |
| 1852                           | 1859                           | 1890                           | 1899                           | 1926                           |
| ------------------------------ | ------------------------------ | ------------------------------ | ------------------------------ | ------------------------------ |
| 154                            | ↗165                           | ↗179                           | ↘176                           | ↗251                           |

Согласно Всероссийской переписи, в 2002 году в деревне проживало 179 человек (88 мужчин и 91 женщина).
| 2002 | 2006 | 2010 |
| ---- | ---- | ---- |
| 179  | ↘134 | ↗198 |

## Достопримечательности

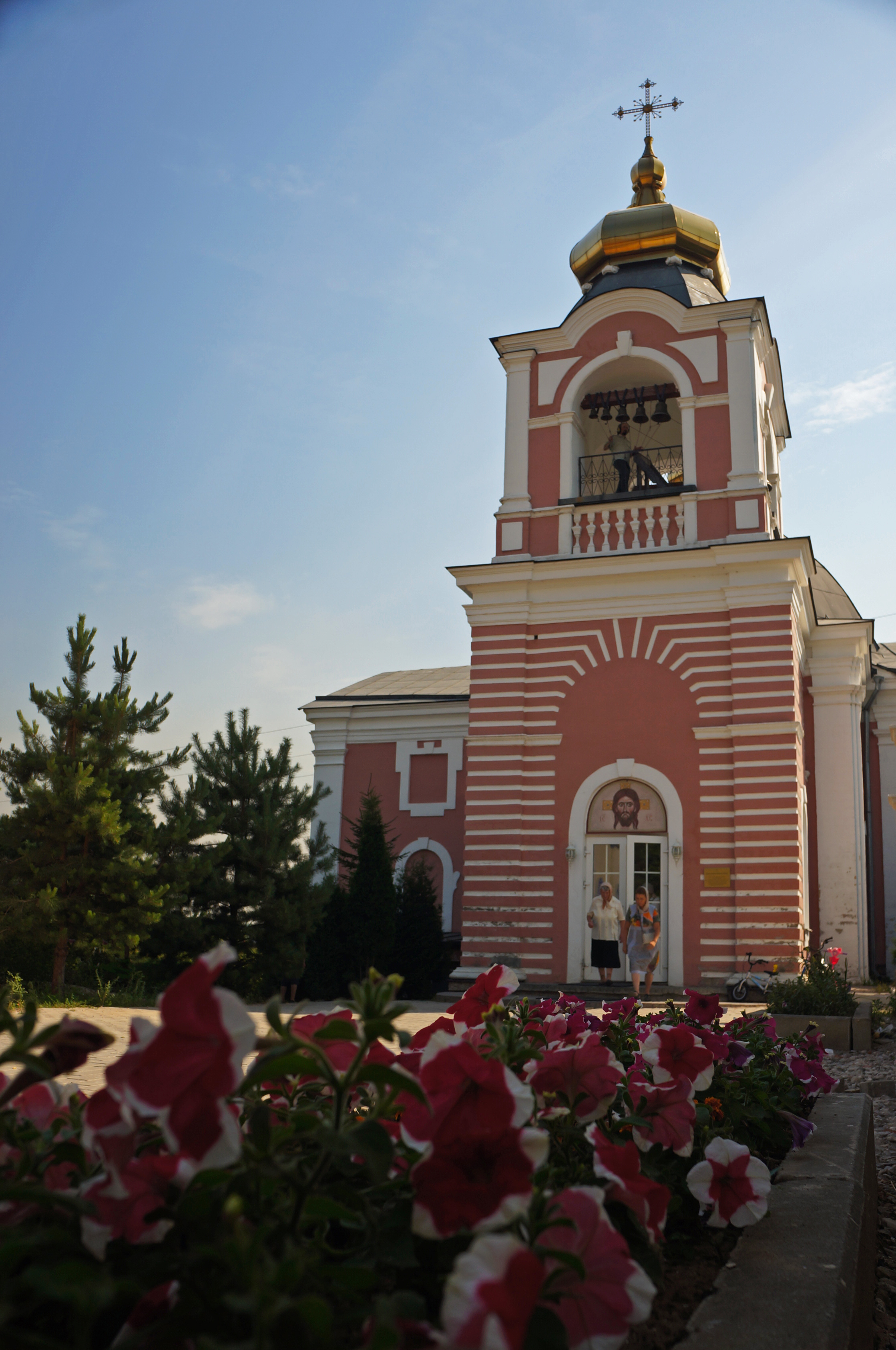
Храм Ильи Пророка

- В деревне Лемешово находится церковь Ильи Пророка. Каменная церковь в стиле барокко была построена в 1753 году вместо деревянной. Церковь Ильи Пророка имеет статус памятника архитектуры регионального значения[11].

- К северо-западу от деревни, у слияния рек Пахры и Мочи, расположен недостроенный Подольский гидроузел.